# Смольские
Смольские (пол. Smolski, Smólski, Smoleński) — дворянский род.
Одна из татарских семей, в Великом княжестве Литовском оседлых, которым, вследствие Сеймовых конституций 1768 и 1786 года, за заслуги государству оказанные, предоставлено в безусловное владение земское имение, состоявшее у них на разных условиях во владении.
Доказавшие дворянство члены этой семьи вывели род свой от Ротмистра Татарского Его Королевского Величества полка Ильи Смольского, который в 1776 году владел имением Марготроки, в Троцком Воеводстве.

## Описание герба
В красном поле белый конь, вправо, держащий правым передним копытом бунчук. В навершии шлема корона, над которой золотой полумесяц рогами вверх.
Герб Араж (употребляют: Смольские) внесён в Часть 1 Гербовника дворянских родов Царства Польского, стр. 41.